# Puente Story
El Puente Story (nombre original en inglés: Story Bridge) es un puente en ménsula de acero que cruza el río Brisbane, permitiendo el paso de vehículos de motor, bicicletas y peatones entre los barrios de las zonas norte y sur de Brisbane (Queensland, Australia). Actualmente catalogado como monumento, es la estructura de tipo cantilever más larga de Australia.
El camino que utiliza el puente se denomina Bradfield Highway. Conecta Fortitude Valley con Kangaroo Point. Se inauguró en 1940, siendo de peaje hasta 1947. Debe su nombre al destacado servidor público John Douglas Story.

## Historia
Dado el temprano asentamiento existente en Kangaroo Point, existe una larga historia de residentes que deseaban un puente que cruzase el río para poder alcanzar directamente el centro de Brisbane. Incluso mientras se construía el primer Puente Victoria entre el sur y el norte de Brisbane en 1865, varios cientos de personas pedían que se construyera un segundo puente desde Customs House hasta Kangaroo Point.
En 1888 se celebró una reunión en el ayuntamiento de Brisbane para solicitar un puente que conectase George Street, Albert Street, o Edward Street a través del Jardín Botánico de la Ciudad de Brisbane, considerando incluso el uso del terreno de los jardines para ser potencialmente compensado eliminando la Casa del Gobernador.

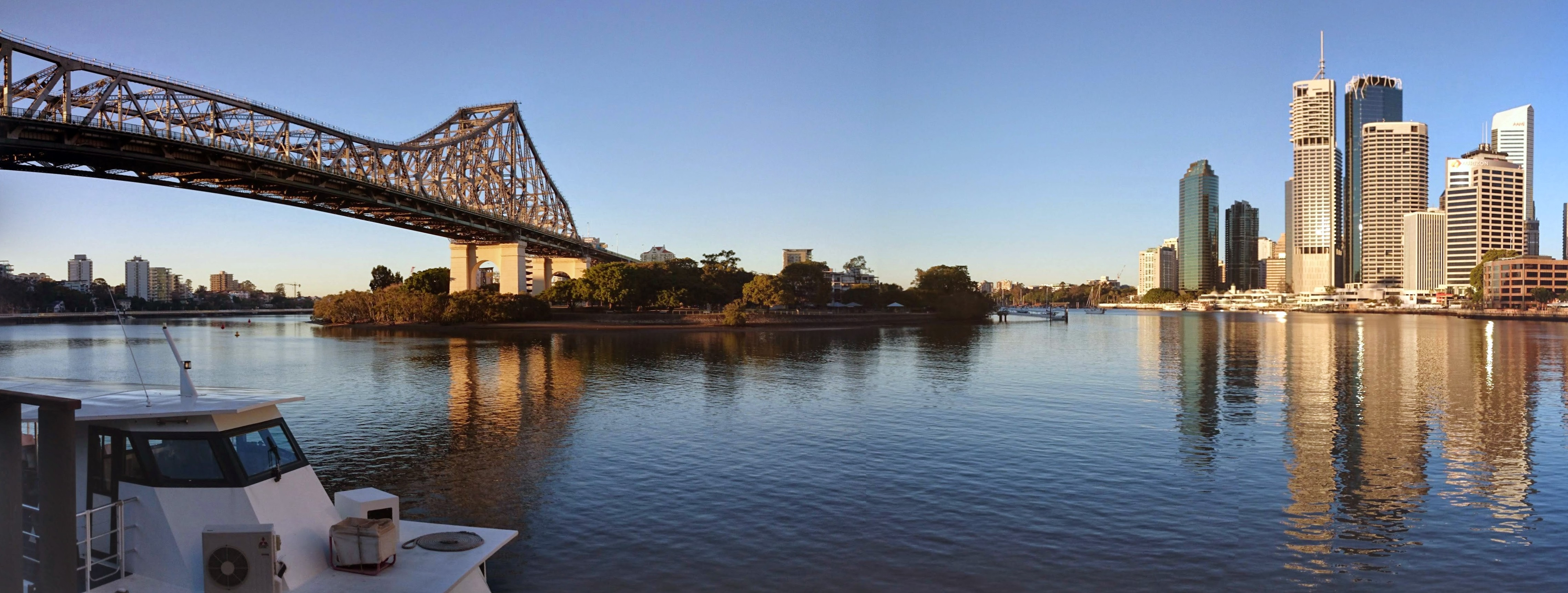
Panorama mostrando la localización del Puente Story (izquierda) respecto al distrito de negocios de Brisbane.

### Planificación
Un puente aguas abajo del Puente Victoria era parte de un plan más ambicioso, ideado por el profesor Roger Hawken de la Universidad de Queensland en la década de 1920, contemplando una serie de puentes sobre el río Brisbane para aliviar la congestión en el citado Puente Victoria y para desviar el tráfico del centro de la ciudad. El Puente William Jolly fue el primero del Plan Hawken en ser construido. La falta de fondos impidió la construcción del puente río abajo en ese momento. Inicialmente, los planes requerían un puente transbordador más aguas abajo, cerca de New Farm.
En 1926 Kangaroo Point fue recomendado como el mejor emplazamiento para un nuevo puente por la Comisión para el Cruce del Río del Consejo de la Ciudad de Brisbane. Posteriormente, el puente se construyó como un programa obra pública durante el Gran Depresión. El costo estimado era de no más de 1,6 millones de libras.

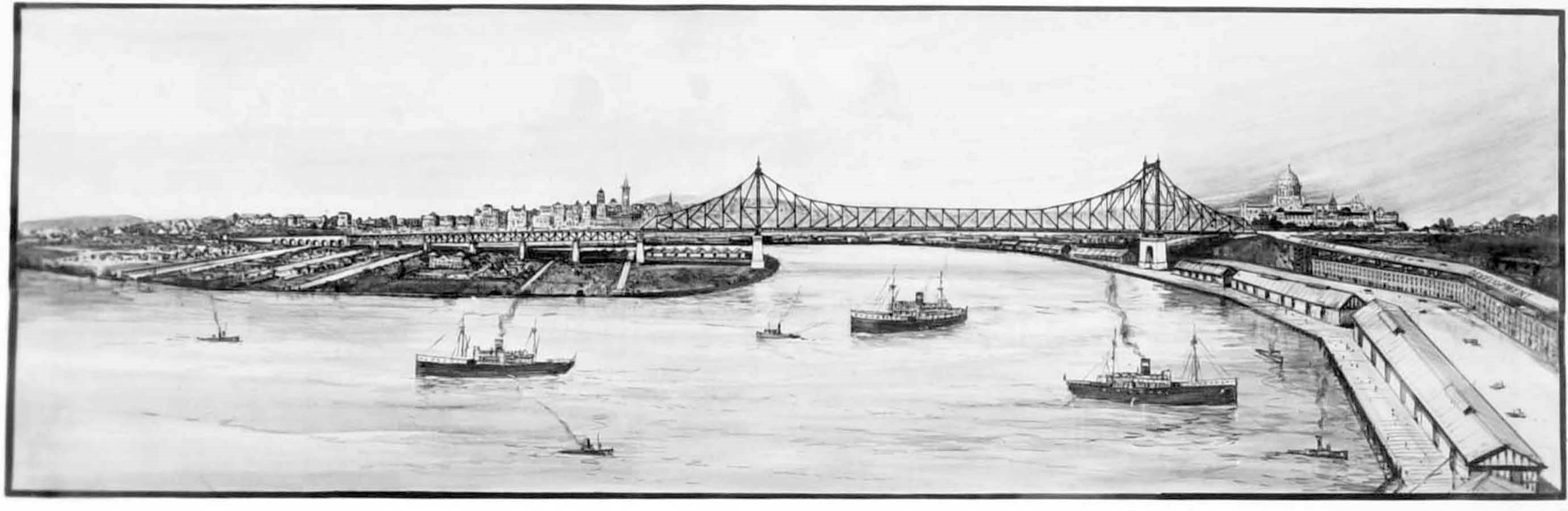
Planos del "Brisbane River Bridge" (hacia 1934)

### Construcción

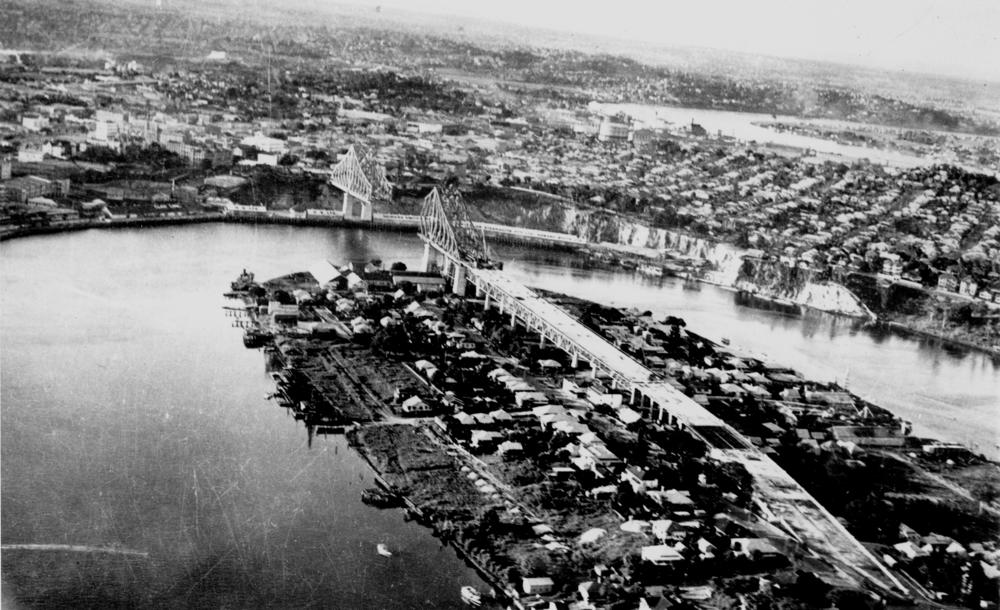
El puente en construcción

Antes de la apertura del Puente de la bahía de Sídney en 1932, el Gobierno de Queensland había encargado al ingeniero John Bradfield que diseñara un nuevo puente en Brisbane.
El 15 de diciembre de 1933, el Gobierno de Queensland designó al propio John Bradfield como ingeniero consultor de la Oficina de Industria, que estaba a cargo de la construcción del puente. En junio de 1934, se aprobó la recomendación de Bradfield para construir un puente en voladizo de acero. El diseño del puente se basó en gran medida en el del Puente Jacques Cartier de Montreal, completado en 1930. El 30 de abril de 1935, un consorcio de dos compañías de Queensland, Evans Deakin y Hornibrook Constructions, ganó la licitación con una oferta de 1.150.000 libras.

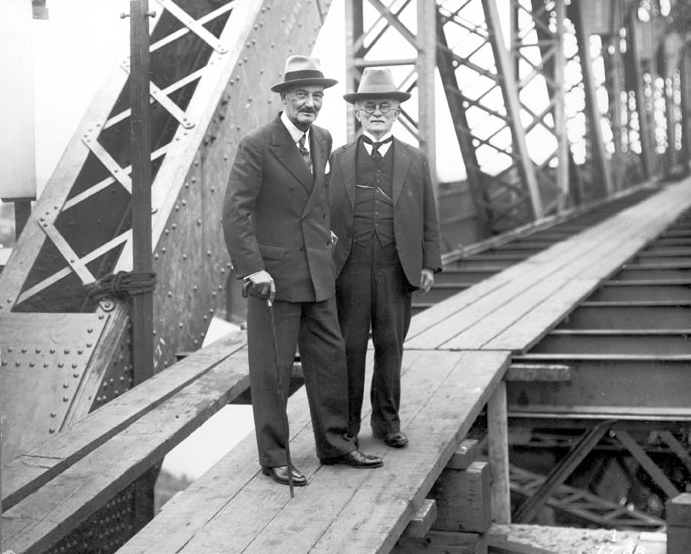
El Gobernador de Queensland Sir Leslie Orme Wilson y el ingeniero consultor Bradfield inspeccionando el puente (7 de julio de 1938)

La construcción del puente comenzó el 24 de mayo de 1935, con la ceremonia de la primera piedra presidida por el Premier de Queensland, William Forgan Smith. Los componentes del puente fueron fabricados en una taller especialmente diseñado en la localidad de Rocklea, unos 9 km al sur. El trabajo a veces se continuaba las 24 horas del día.
El puente tiene solo un apoyo en la orilla norte, y dos apoyos en la orilla sur, uno para soportar el peso de la celosía (la pila principal) y, más al sur, el segundo apoyo para evitar la torsión del puente (una pila de anclaje). No había necesidad de otro apoyo de anclaje en la ribera norte, ya que el puente estaba fijado a un sólido acantilado de esquisto. El principal desafío al construir el puente fueron los cimientos del lado sur, que debieron ubicarse 40 m por debajo del nivel del suelo. No era posible excavar a cielo abierto a esa cota, ya que el agua se filtraría rápidamente. Por lo tanto, se tuvo que usar la técnica del cajón neumático. Como los hombres trabajaban bajo presiones de hasta 4 veces la presión de aire normal, se necesitaba un período de descompresión de casi 2 horas al final de cada turno para evitar el síndrome de descompresión. Una enfermería dispuesta junto a la obra trató con éxito los 65 casos relativos a problemas de descompresión registrados. El 28 de octubre de 1939 se cerró el vano entre los dos lados del puente. Posteriormente se colocó una plataforma de hormigón, cubierta por una capa asfáltica. El puente fue pintado y se instaló iluminación de sodio. Los accesos al puente también quedaron listos.
Tres hombres murieron durante la construcción del puente.

### Denominación
Hasta que se completó, el puente se conocía como el "Puente Jubileo" en honor del rey Jorge V del Reino Unido. Fue inaugurado el 6 de julio de 1940 por Sir Leslie Orme Wilson, Gobernador de Queensland, y recibió el nombre de John Douglas Story, un influyente servidor público de alto rango que había defendido tenazmente la construcción del puente.

## Operaciones

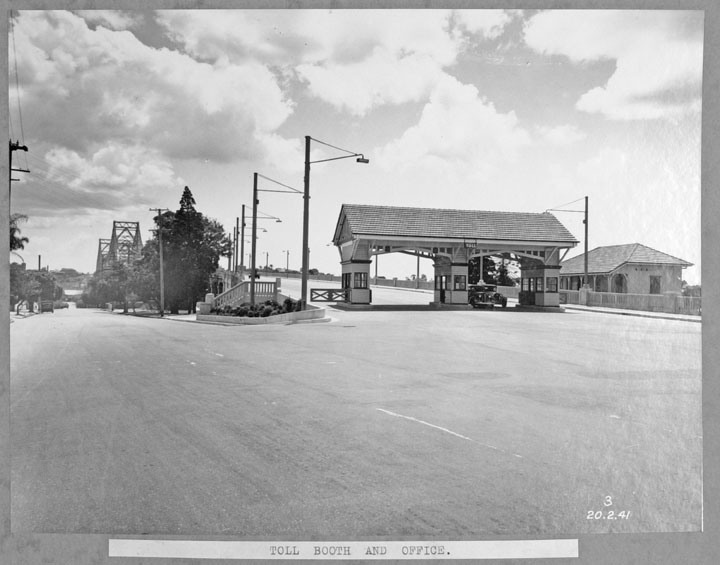
Caseta de peaje (1941)

El puente transporta un promedio de 97.000 vehículos cada día. La calzada consta de tres carriles de tráfico en cada sentido, así como un camino compartido para peatones y ciclistas que flanquea cada lado. La autopista que recorre el puente se llama Bradfield Highway. No debe confundirse con la Bradfield Highway que recorre el Puente de la bahía de Sídney.
Inicialmente se cobró un peaje de seis peniques (5 centavos) por cruzar el puente, con casetas de peaje construidas en el extremo sur de la carretera de Bradfield. El peaje se eliminó en 1947. Entre 1952 y 1969, los trolebuses operados por la Brisbane Transport usaron el puente.
Años después de la finalización de las obras, se construyó una autopista en el lado sur del puente (abierta el 18 de mayo de 1970), y se excavó un túnel de enlace en Kemp Place, en el lado norte (finalizado el 10 de julio de 1972).

## Mantenimiento

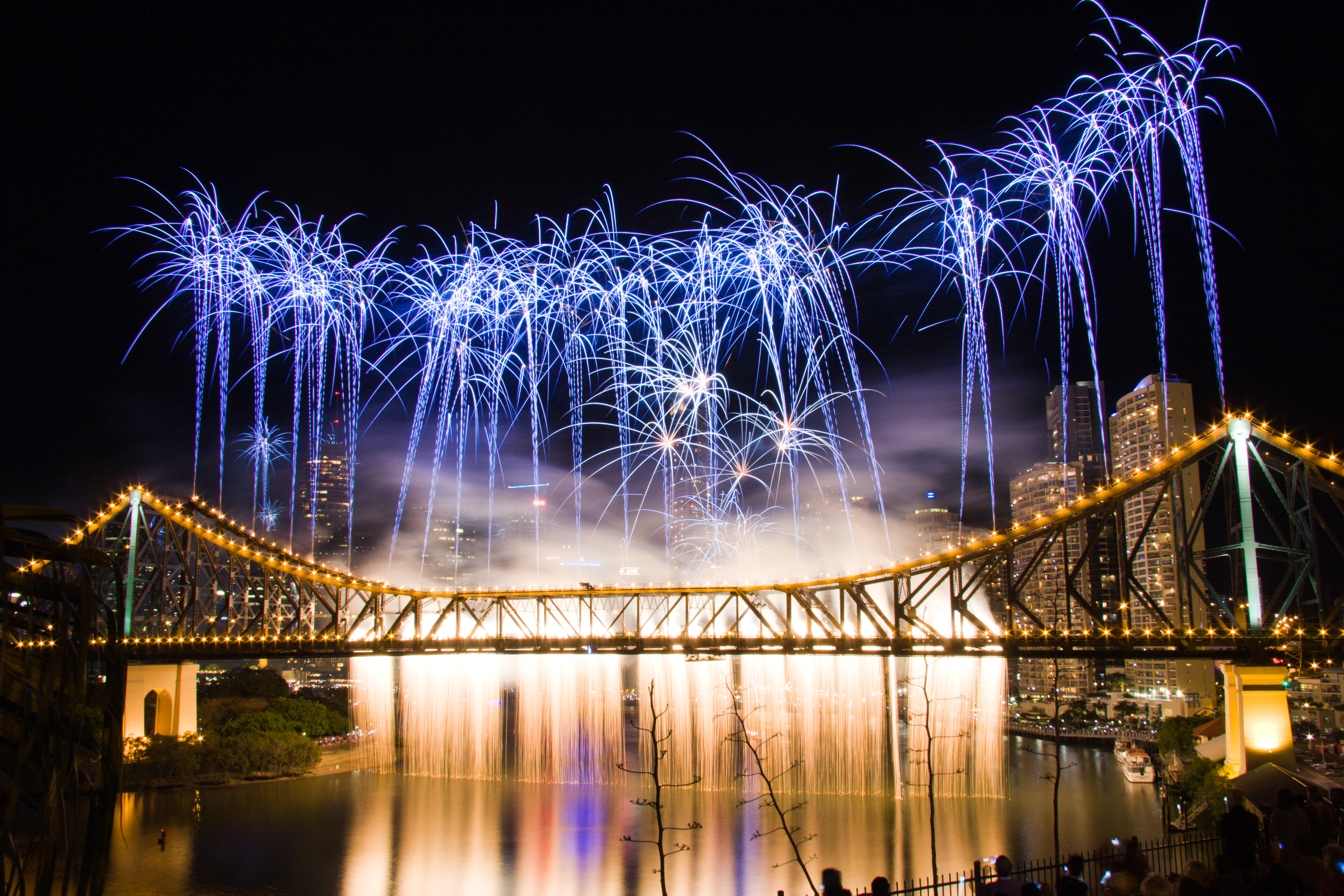
El río Brisbane a su paso por el Puente Story

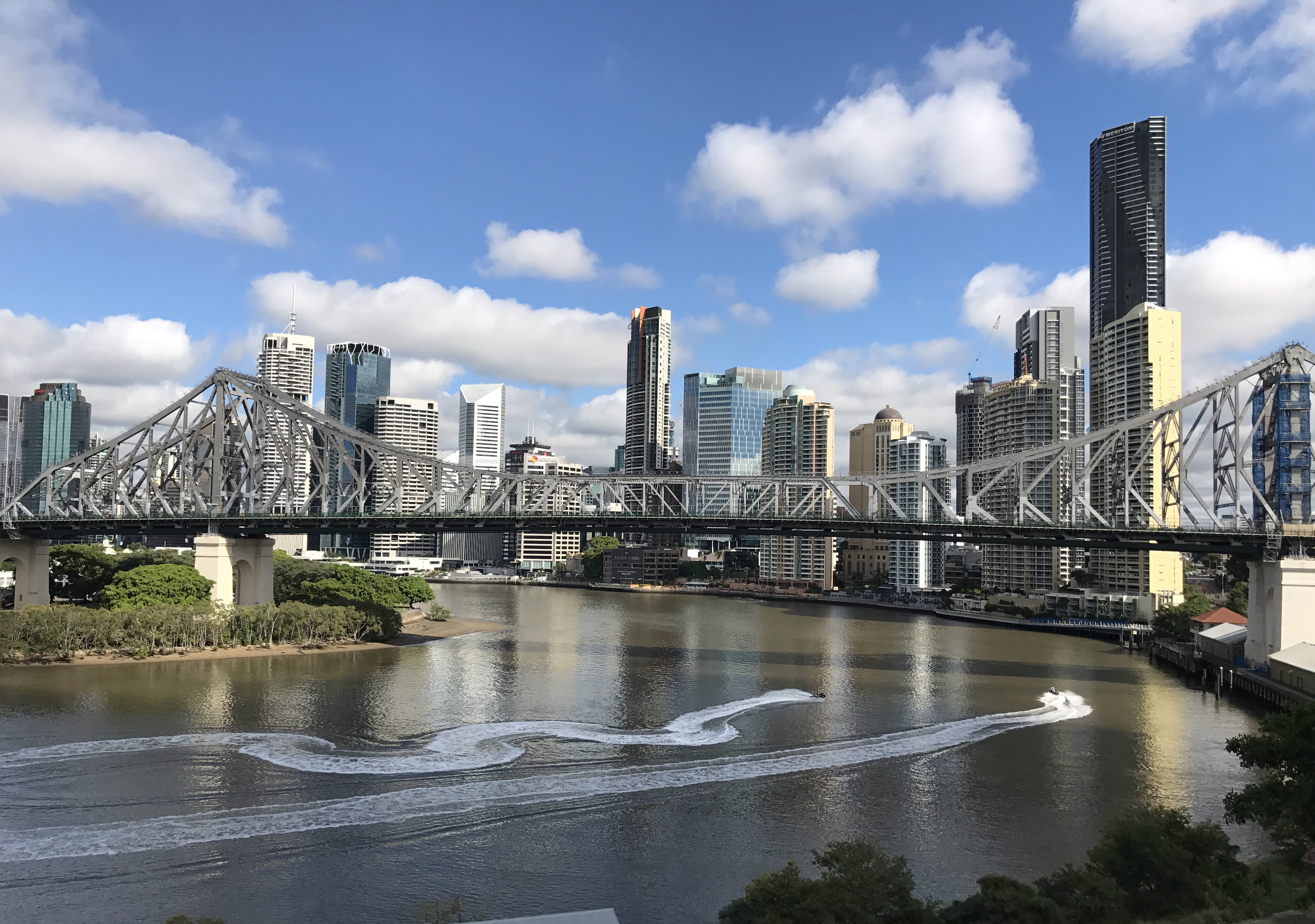
El Puente Story con la ciudad de Brisbane al fondo

Los primeros trabajos de repavimentación se llevaron a cabo en 1994.
El puente estuvo cerrado al tráfico desde la medianoche del viernes 3 de enero de 2014 hasta las 5.30 a. m. del lunes 6 de enero de 2014, por trabajos de mantenimiento esenciales de repavimentación de los seis carriles.
El cierre para el mantenimiento se produjo nuevamente a partir de las 9 p. m. del viernes 27 de abril de 2018 hasta las 5 a. m. del lunes 30 de abril de 2018.

## Papel en el Brisbane contemporáneo
El Puente Story se destaca en las celebraciones anuales en torno al río y se ilumina por la noche. En 1990, el tráfico vial se detuvo para que los peatones pudieran celebrar el 50 aniversario de la construcción del puente. Se cerró de nuevo al tráfico por carretera el 5 de julio de 2015 para celebrar su 75 aniversario. La celebración atrajo a casi 75.000 visitantes, que disfrutaron de comida, bebida y entretenimiento mientras caminaban por carriles generalmente reservados para los vehículos.
Las escaladas al puente comenzaron en 2005 y se han convertido en una atracción turística popular.

## Suicidios
Al igual que muchos puentes grandes, como el Puente Golden Gate en San Francisco, el Puente Story de Brisbane se ha convertido en un punto elegido por los suicidas. Después de dos notorios suicidios desde el puente en 2011 y 2012, el alcalde de Brisbane Graham Quirk anunció planes para instalar teléfonos vinculados a líneas directas de prevención de suicidios. El 6 de febrero de 2013, también anunció planes para instalar una barrera de seguridad de tres metros de altura. En general, el plan costó alrededor de 8,4 millones de dólares y se completó en diciembre de 2015.

## Patrimonio
- El puente fue incluido en el Queensland Heritage Register en 1992.[20]
- En 1988, el puente recibió la calificación de Hito Histórico de la Ingeniría por parte de la Asociación de Ingenieros de Australia.[21]
- En 2009, como parte de las celebraciones del 150 aniversario de la fundación del Estado de Queensland, el Puente Story se convirtió en uno de los iconos de Queensland por su papel como "hazaña de las estructuras y de la ingeniería".[22]